# はろける
はろける は、日本のボカロP・ソングライター・編曲家である。

## 来歴
2017年7月、プログラミングコミュニティーサイト「Scratch」で「eikokoro」名義として活動開始。
2021年7月26日、YouTubeにて「ODD EYE」名義として活動を開始し、同年7月31日、初投稿である「駄々」を投稿してボーカロイドプロデューサー（ボカロP）デビューを果たした。第5回プロセカNEXT応募楽曲となった。
2022年10月31日、ODD EYEとして活動していた相方と連絡が付かなくなったことで、名義を「ODD EYE」から「はろける」名義として変更した。同時にYouTube,Xアカウントも変更した。さらに同時に、「はろける」名義として初投稿である「サプライズダンス！」を投稿した。
2021年より「ODD EYE」名義でYoutubeにVOCALOID作品の投稿を開始。2022年に現在の「はろける」名義に変更し、以後Youtube・ニコニコで作品を投稿している。
2024年11月より、「はろける」名義で投稿されていた楽曲の一部がストリーミング配信された。
2025年1月5日ごろ、自身の曲である「キャンディークッキーチョコレート」がYouTubeで自身初の100万回再生を突破し、同年1月15日には「ニコニコ動画」にて自身初の10万回再生（殿堂入り）を果たしている。
2月17日、「キャンディークッキーチョコレート」がYouTubeで自身初の1000万再生を突破した。

## 公開されているMV

### オリジナル楽曲
| #  | 公開日 | 公開日    | 楽曲                                             | 歌唱             |
| #  | 年     | 月日      | 楽曲                                             | 歌唱             |
| -- | ------ | --------- | ------------------------------------------------ | ---------------- |
| 1  | 2022年 | 010月31日 | サプライズダンス！                               | 初音ミクv_flower |
| 2  | 2023年 | 04月02日  | ランドヘイト                                     | 初音ミク         |
| 3  | 2023年 | 010月17日 | 𝐆𝐎𝐓𝐇𝐈𝐂 𝐆𝐈𝐑𝐋 𝐢𝐧𝐬𝐭                                 |                  |
| 4  | 2023年 | 010月27日 | 呑メヤ唄エヤ！                                   | 初音ミク         |
| 5  | 2024年 | 2月22日   | 初音ミクが左右でささやく曲『フォーリンフォール』 | 初音ミク         |
| 6  | 2024年 | 6月01日   | お化けガオ                                       | 初音ミク         |
| ７ | 2024年 | 012月26日 | キャンディークッキーチョコレート                 | 初音ミク重音テト |